# Teucholabis nodulifera
Teucholabis nodulifera är en tvåvingeart som beskrevs av Alexander 1949. Teucholabis nodulifera ingår i släktet Teucholabis och familjen småharkrankar.
Artens utbredningsområde är Peru. Inga underarter finns listade i Catalogue of Life.